# 新亚述帝国
新亚述帝国（英語：Neo-Assyrian Empire）是公元前900年以后，亚述复兴建立起来的庞大帝国，国祚自公元前911年至公元前609年，為當時最强大的世界帝国，成功的併吞了巴比倫尼亞、埃及、烏拉爾圖、亚美尼亚、埃蘭，称霸近东、小亚细亚、高加索地区、北非以及东地中海，到公元前8世纪提格拉特帕拉沙尔三世时期，亚述帝国达到极盛。
新亚述帝国承接中亚述时期和中亚述帝国（公元前14至10世纪）。弗赖伊等学者认为新亚述帝国是人类历史上第一个真正的帝国。在这一时期亚拉姆语和阿卡德语成为帝国的官方语言。

## 改革前
自前1076年提格拉特帕拉沙尔一世死后，在150年里亚述相对衰落了。前1200年至前900年，整个近东、北非、高加索、地中海和巴尔干地区都处于黑暗时期，社会大动荡，民族大迁徙。虽然亚述看起来衰弱，但实际上它本身仍然十分稳固。
前911年阿达德尼拉里二世即位，结束了亚述长时期的孤立，他降服了此前只是名义上臣服亚述的地区，征服并驱逐了北方的阿拉米人和胡里特人，随后两次进攻并击败巴比伦尼亚的沙马什·姆达米克。前891年，图库尔蒂-尼努尔塔二世即位，他稳固了亚述的地位，并向北扩张到小亚细亚和札格羅斯山脈。
下一任国王阿淑尔纳西尔帕二世（前883年–前859年）继续大举扩张，首先向北征服了远至凡湖附近的奈里人，随后征服了哈布爾河和幼发拉底河之间的阿拉米人和赫梯人。
阿淑尔纳西尔帕二世之子沙尔马那塞尔三世（前858年–前823年）在位长达34年，连年征战，占领了巴比伦，使巴比伦尼亚沦为臣属。前853年，他在Qarqar战役中与阿拉米诸国联军不分胜负。
前806年阿达德尼拉里三世即位，他入侵黎凡特，降服了亞蘭人、腓尼基人、非利士人、以色列人、新赫梯人和以東人。
前772年即位的亞述-丹三世昏庸无能，在位期间国内叛乱不断，瘟疫蔓延。

## 提格拉特帕拉沙尔三世改革
提格拉特帕拉沙尔三世是新亚述帝国最重要的君主之一，经过他的改革，亚述再次从衰弱走向强盛。
改革的一项关键内容是限制官员权力。在阿达德尼拉里三世时期，官员们权力极大，甚至可以在不通知国王的情况下擅自发动战役。地方总督往往形成割据，有的已经独立或是明显表现出独立倾向。提格拉特帕拉沙尔因此在各省任命名为“别尔-帕哈提”的行政长官来取代总督。行政长官的权力比原来的总督小，但仍不足以让提格拉特帕拉沙尔三世放心。为了进一步削减地方统治者的力量，他开始减小省的面积。对新征服的各省，则往往派遣宦官前去管理。结果省的数目增多了，到前738年，已知的省份多达80个；而省的长官的力量则减小了，而且还有许多人是宦官。提格拉特帕拉沙尔还允许平民直接向国王上书，以监视各级官僚。
另一些改革措施是针对军事方面。这些措施包括：组建由政府供给的常备军，促使无地者纷纷加入军队，从而增强了兵力；在直属国王的主力军队以外，地方也建立军队负责守卫并充当后备力量；征召被征服地区的居民为亚述打仗，于是大大增强了军力（外国人通常只能充当步兵，骑兵和战车兵还是由亚述人来担任）。在提格拉特帕拉沙尔三世时期，历史学家发现了有工兵存在的明显证据，这在军事上是一个重大进步。
在提格拉特帕拉沙尔三世时期，亚述帝国再次走上扩张道路。军事活动的开展与改革同时进行，或者比改革还要早。根据铭文（记载提格拉特帕拉沙尔在位年代的编年史，发现于卡拉赫）记述，提格拉特帕拉沙尔在登上王位的第一年就进军巴比伦。他先率军南下制服那些阿拉米人部落，然后向东渡过底格里斯河。巴比伦城的神庙祭司为使城市免遭洗劫向提格拉特帕拉沙尔表示恭顺。这次行动的结果是，提格拉特帕拉沙尔三世将尼普尔（苏美尔时代的宗教圣城）一带吞并，并在该地建立一个省。按照他本人的说法，他占领了“从杜尔-（库里）加尔祖，沙马什的西帕尔，⋯⋯巴比伦城一直到乌克努河和（低海海岸）的地区”（“低海”是指今波斯湾）。提格拉特帕拉沙尔并且声称，他对待被征服地区的人民如同对待本国人一样。他派遣宦官去管理这些地区。

## 薩爾貢王朝
在薩爾貢二世統治時期（公元前722－705年），亞述帝国又打敗了以色列，鎮壓了得到埃及支持的敘利亞、腓尼基等地的起義，他又再次打敗烏拉爾圖，並攻擊米底。薩爾貢二世原為下級軍官，後因戰功纍纍得到提升，雖然他是一個「篡位者」，但他却忠實地繼承了自提格拉特帕拉沙爾三世以來的統治風格。
繼後的是薩爾貢二世的長子辛那赫里布（公元前704－681年），他鎮壓了由埃及鼓動的猶太人及腓尼基人的起義，以及由埃蘭支持的巴比倫尼亞起義，為此他焚烧了古都巴比倫。另外他在位期間，興建了著名的「蓋世無雙皇宮」，其邊長近200米，包括兩座大殿、一幢橢圓形建築物以及一個植物園和一座涼亭，王宮內的浮雕長達3000米，現藏於大英博物館。其统治时期，亚述帝国人口达到390万人。
在阿薩爾哈東統治時期（公元前681年－668年），亞述輕易奪取了埃及的孟菲斯（前671年），接受了埃及之王及埃塞俄比亞之王的稱號，不過亞述滿足於讓埃及人每年進貢180公斤黃金和9噸白銀而已，於是不久後埃及又重新獨立。
伊薩爾哈東之後的是亞述巴尼拔（公元前668–627年）。他興建了巨大豪華的亞述巴尼拔王宮，在宮中設置泥版圖書館，該圖書館收集了當時亞述人所知的全世界各地的書籍，藏有無數楔形文字的泥版，內容包括語言、歷史、文學、宗教、醫學及天文等各方面的知識，是研究當時歷史寶貴的資料。其统治时期亚述帝国人口达到690万。

## 帝国衰亡
公元前627年亚述巴尼拔死后，为争夺王位爆发了一系列内战，帝国开始解体。亚述-埃提尔-伊兰尼继承王位后，辛-舒姆-利希尔随即反叛，占领了巴比伦尼亚，夺取了王位，但又旋即遭到辛沙里施昆废黜。辛沙里施昆登上王位后，面临着更大的威胁。公元前626年巴比伦反叛，亚述军队穷于应付。公元前623年巴比伦再次叛乱，辛沙里施昆接连失利。新巴比伦帝國联合米底人，于公元前612年攻陷亚述首都尼尼微，辛沙里施昆自焚身亡（一说被杀），新亚述帝国崩溃。
分析亞述帝國的覆亡原因，其一，從根本上，亞述帝國是靠軍事征服建立起來的帝國，帝國不但未能滿足對社會經濟的發展，反而作出破壞。其二，國內人民的不斷起義削弱了亞述的國力，即使情況比較好的巴比倫尼亞也是起義不斷。公元前721年，亞述帝國出現宮廷政變，政局混亂，馬爾都克·阿帕爾·伊丁二世依靠迦勒底人的力量，佔領巴比倫，自封為王，並與埃蘭結成同盟對抗亞述。與此同時，敘利亞和腓尼基的居民也作出起義，並得到埃及的支持。公元前702年，馬爾都克·阿帕爾·伊丁二世再次起義，準備與埃蘭、阿拉伯、阿拉美亞、猶太、埃及結盟，起義失敗後，又組織猶太人起義，這次得到貝督因及埃及的支持。公元前691年，巴比倫再次與埃蘭、阿拉美亞、米底及波斯建立反亞述聯盟，雙方會戰於狄亞爾河邊的哈努列，起義堅持了三年至公元前689年，才被亞述國王辛那赫里布成功鎮壓。
亞述帝國另一個滅亡的原因是王室內部矛盾日益激化，特別是在帝國晚期，例如當辛那赫里布立其敘利亞藉妻子所出之阿薩爾哈東為繼承人時，他的另外兩個兒子殺死了辛那赫里布，阿薩爾哈東當上國王後，策密者逃至亞美尼亞，參與的人一律被處死。又例如公元前653年，巴比倫再度起義時，起義的領導人竟是亞述國王亞述巴尼拔的兄弟沙馬舒姆。亞述帝國的覆亡原因可總結為經濟發展不善、國內起義不斷及王室內部鬥爭三個原因。